# Assedio di Marsiglia
L'assedio di Marsiglia, organizzato da Cesare e condotto da Gaio Trebonio e da Decimo Bruto, durò dal 19 aprile al 6 settembre del 49 a.C. e si concluse con la resa dei massilioti alle forze cesariane.
L'assedio si inserisce nella guerra civile romana che vide opposte le fazioni dei populares, guidati da Cesare, e quella degli optimates, capeggiati da Pompeo. Entrambe le fazioni erano interessate ad ottenere l'appoggio di Massalia (l'odierna Marsiglia), una delle più importanti città del bacino del Mediterraneo occidentale che, pur sottomessa a Roma, godeva ancora di larghe forme di autonomia. Cesare, intenzionato a coprirsi le spalle, si mosse con l'esercito per portare guerra agli avversari nella Spagna Citeriore ma, non avendo alcuna flotta a propria disposizione, decise di raggiungerla via terra e di ottenere nel contempo l'appoggio dell'importante centro marinaresco.

## Contesto storico
Il senato, intimorito dai successi in Gallia di Cesare, aveva dunque deciso di favorire Pompeo, nominandolo consul sine collega nel 52 a.C., perché frenasse le ambizioni del suo vecchio alleato. Negli anni seguenti il senato aveva fatto in modo che i consoli eletti fossero sempre appartenenti alla factio dei pompeiani e che osteggiassero dunque le mosse del proconsole di Gallia; Cesare, di contro, aveva in mente di ottenere il consolato per il 49 a.C., in modo da poter tornare a Roma senza divenire oggetto di procedure penali e, una volta rientrato nell'Urbe, impadronirsi del potere. Per questo, nel 50 a.C., gestendo le sue scelte politiche dalla Gallia Cisalpina, richiese al senato la possibilità di candidarsi al consolato in absentia, ma se la vide nuovamente negare, come già era successo nel 61 a.C. Comprese le intenzioni del senato, Cesare riuscì a far eleggere come tribuni della plebe i fidati Marco Antonio e Gaio Scribonio Curione, i quali proposero che sia Cesare che Pompeo sciogliessero le loro legioni entro la fine dell'anno. Il senato, invece, ingiunse a entrambi i generali di inviare una legione per la progettata spedizione contro i Parti, mentre elesse consoli per il 49 a.C. Lucio Cornelio Lentulo Crure e Gaio Claudio Marcello, feroci avversari di Cesare. Il proconsole delle Gallie ordinò allora ad Antonio e Curione di avanzare una nuova proposta in senato, chiedendo di poter restare proconsole, conservando solo due legioni e candidandosi in absentia al consolato. Sebbene Cicerone fosse favorevole alla ricerca di un compromesso, il senato, spinto da Catone, rifiutò la proposta di Cesare, ordinando anzi che sciogliesse le sue legioni entro la fine del 50 a.C. e tornasse a Roma da privato cittadino per evitare di divenire hostis publicus.
Il primo gennaio del 49 a.C., Cesare fece consegnare dal tribuno della plebe Gaio Scribonio Curione una lettera-ultimatum ai consoli di quell'anno, Lucio Cornelio Lentulo Crure e Gaio Claudio Marcello, proprio nel giorno in cui entravano in carica. La lettera venne a fatica letta in Senato, ma non se ne poté discutere poiché la maggioranza era ostile a Cesare. Tra questi vi era anche il suocero di Pompeo, Quinto Cecilio Metello Pio Scipione Nasica. Qualcuno riuscì a parlare a vantaggio di Cesare, ma soprattutto a favore della pace, come Marco Calidio e Marco Celio Rufo, i quali ritenevano che Pompeo dovesse partire per le proprie province, in modo da eliminare ogni possibile ragione di guerra. Essi credevano che Cesare temesse che le due legioni che gli erano appena state sottratte per la guerra partica (legio I e XV), sarebbero state invece riservate proprio a Pompeo, forse per il fatto di essere state accampate vicino a Roma. Il violento intervento del console Lucio Lentulo mise però a tacere le richieste dei due senatori, tanto che i più si associarono alla richiesta di Scipione che chiedeva:
(Cesare, De bello civili, I, 2.)
Il 7 gennaio, in seguito ad un ultimatum del Senato nei confronti di Cesare, in cui gli si intimava di restituire il comando militare, i tribuni della plebe favorevoli a Cesare, Antonio e Cassio Longino, fuggirono da Roma, rifugiandosi presso Cesare a Ravenna.
Nei giorni che seguirono, Pompeo radunò il senato fuori Roma, lodandone il coraggio e la fermezza, e lo informò delle proprie forze militari. Si trattava di un esercito di ben dieci legioni. Il senato riunito propose allora di effettuare nuove leve in tutta Italia. Furono quindi distribuite le province a cittadini privati, due delle quali erano consolari e il resto pretorie: a Scipione toccò la Siria, a Lucio Domizio Enobarbo la Gallia. Tutto ciò accadde senza che i poteri fossero stati ratificati dal popolo, al contrario si presentarono in pubblico col paludamento e, dopo aver fatto i dovuti sacrifici, i consoli lasciarono la città; vennero quindi disposte leve in tutta Italia; si ordinano armi e denaro dai municipi, anche sottraendolo ai templi.

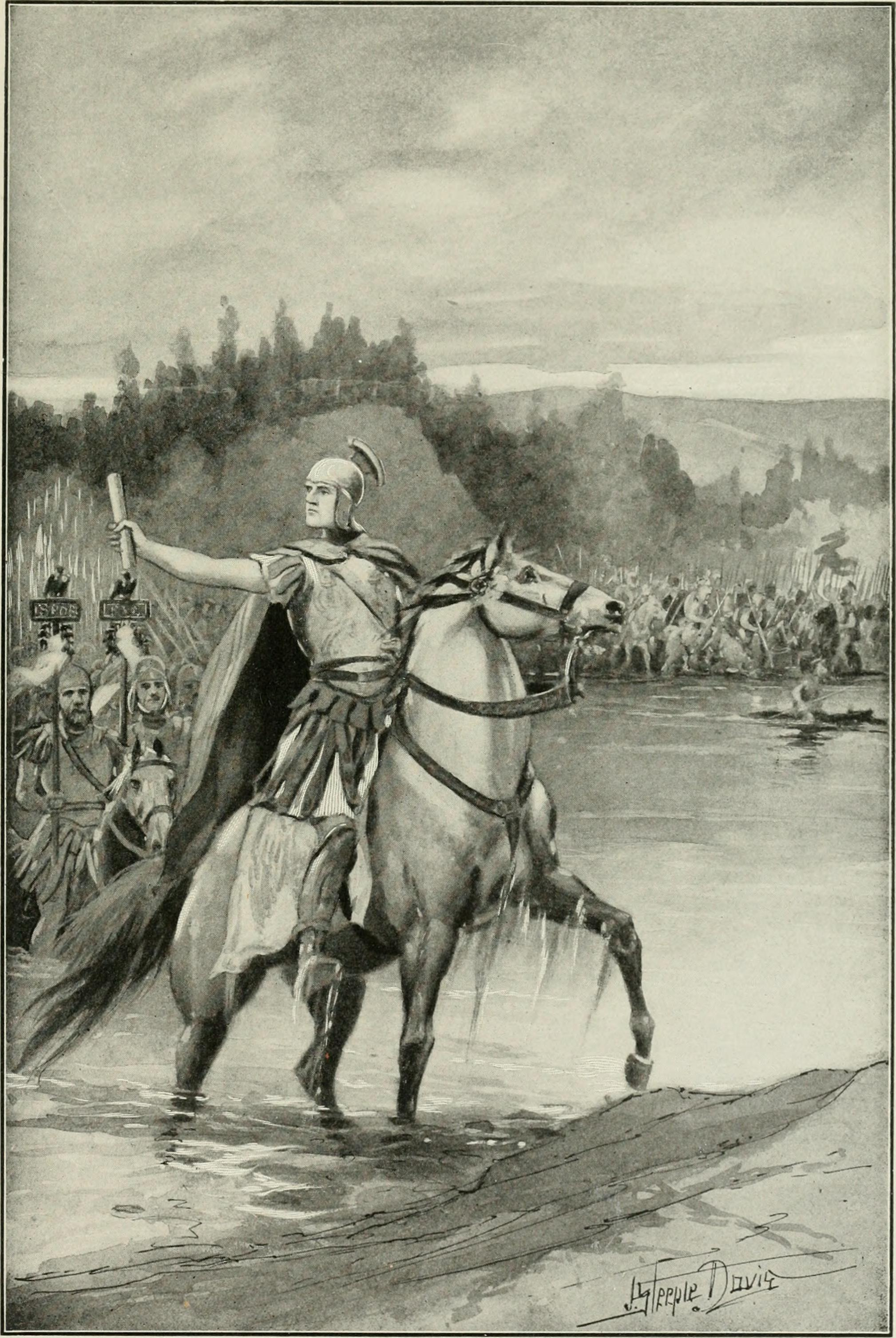
Cesare attraversa il Rubicone

Cesare, quando ebbe notizia di quello che stava accadendo a Roma, arringò le truppe (adlocutio) dicendo loro che, pur dolendosi delle offese arrecategli in ogni occasione dai suoi nemici, era dispiaciuto che l'ex-genero, Pompeo, fosse stato sviato dall'invidia nei suoi confronti, lui che l'aveva da sempre favorito. Si rammaricò inoltre che il diritto di veto dei tribuni fosse stato soffocato dalle armi. Esorta pertanto i soldati, che per nove anni avevano militato sotto il suo comando, a difenderlo dai suoi nemici, ricordandosi delle tante battaglie vittoriose ottenute in Gallia e Germania. Fu così che:
(Cesare, De bello civili, I, 7.)
Dopo aver arringato le truppe ed aver così ottenuto il loro benestare, Cesare partì con la legio XIII alla volta di Rimini (Ariminum). Sappiamo che nella notte dell'11 gennaio del 49 a.C. passò il Rubicone. Egli, forse pronunciando la famosa frase Alea iacta est attraversò il fiume che rappresentava il confine dell'Italia romana, alla guida di una sola legione, dando così inizio alla Guerra civile. Gli storici non concordano su ciò che Cesare disse nella traversata del Rubicone. Le due teorie più diffuse sono Alea iacta est («Il dado è tratto»), e Si getti il dado! (un verso del poeta greco Menandro suo commediografo preferito). Svetonio ed altri autori riportano «Iacta alea est».
Con il passaggio del Rubicone, Cesare aveva dichiarato ufficialmente guerra al senato (optimates), divenendo però nemico della res publica romana. È altresì vero che la risposta fornita dai consoli e Pompeo, venne giudicata da Cesare un'ingiustizia:
(Cesare, De bello civili, I, 11.)
L'avanzata di Cesare in Italia fu talmente rapida da provocare il panico a Roma, tanto che il console Lentulo fuggì dalla capitale, dopo aver aperto l'erario pubblico (aerarium sanctius) per prelevare il denaro da consegnare a Pompeo, secondo quanto era stato stabilito nel decreto del senato. L'altro console, Marcello, e la maggior parte dei magistrati lo seguirono. Gneo Pompeo invece era già partito il giorno precedente per recarsi presso le due legioni ricevute da Cesare (legio I e XV), che si trovavano in Puglia nei quartieri invernali (hiberna). Numerose furono le città che si arresero o aprirono le porte al proconsole delle Gallie. Corfinio fu assediata e conquistata, mentre le truppe di Domizio Enobarbo andarono ad ingrossare l'esercito del vincitore. La marcia di Cesare allora proseguì fino a giungere a Brindisi in Apulia, dove Pompeo fu assediato per nove giorni, ma riuscì a fuggire con la flotta in Epiro.
Cesare credeva a quel punto che fosse più vantaggioso raccogliere una flotta ed inseguire Pompeo via mare, prima che lo stesso potesse congiungersi con altre forze in Macedonia e Oriente. Del resto Pompeo aveva requisito tutte le navi della zona, negandogli un inseguimento immediato. Ora non gli rimaneva che attendere le navi dalle più lontane coste della Gallia cisalpina, del Piceno e dallo stretto di Messina, ma questa operazione sarebbe risultata lunga e piena di difficoltà per la stagione. Ciò che poté fare invece fu di evitare che gli eserciti pompeiani si rafforzassero nelle due Spagne, dove soprattutto la Hispania Citerior era vincolata a Pompeo dagli immensi benefici ricevuti durante la guerra sertoriana, e che Gallia e Italia potessero passare dalla parte dei pompeiani.
Rientrato il 1º aprile a Roma dopo anni di assenza, si impossessò delle ricchezze contenute nell'erario e, a una sola settimana dal ritorno, decise poi di marciare contro la Spagna (che gli accordi di Lucca avevano assegnato a Pompeo).

### Casus belli

Busto di Gaio Giulio Cesare (Musei Vaticani, Roma).

Una volta tornato a Roma, Cesare riunì il senato, per ricordare i torti ricevuti dai suoi avversari:
(Cesare, De bello civili, I, 32.)
Ricordò ai patres di aver proposto egli stesso che, sia lui che Pompeo, congedassero gli eserciti, mettendo così a rischio la propria carica e prestigio. Poi mise in evidenza l'accanimento dei suoi nemici nei suoi confronti, rifiutandosi di attuare ciò che esigevano da Cesare; denunciò inoltre l'offesa arrecata ai tribuni della plebe nel limitare i loro poteri; enumerò infine le condizioni da lui proposte e i colloqui richiesti per trovare una soluzione pacifica ma sempre negati. Al termine di questo discorso, Cesare chiese ai senatori di assumersi il governo della repubblica e di amministrarla insieme con lui. Nel caso si fossero tirati indietro, egli non si sarebbe sottratto e l'avrebbe amministrata da solo. Concluse dicendo che si dovevano inviare ambasciatori a Pompeo per trattare.
E sebbene il senato approvasse la proposta di inviare ambasciatori, non si riuscì a trovare chi mandare, per il timore di quanto aveva detto Pompeo in precedenza.
(Cesare, De bello civili, I, 33.)
Dopo tre giorni di discussioni senza trovare alcuna soluzione, avendo saputo inoltre che il tribuno della plebe Lucio Metello aveva nei piani quello di tirare per le lunghe, per non perdere altro tempo, decise di partire da Roma, giungendo pochi giorni dopo nella Gallia ulteriore. Qui giunto, venne a sapere che Lucio Vibullio Rufo, da lui liberato a Corfinio, era stato inviato da Pompeo in Spagna, mentre Domizio Enobarbo era partito per occupare Marsiglia (Massilia) con sette navi veloci, che aveva requisite da privati nell'isola del Giglio e nel territorio di Cosa. Aveva equipaggiato le navi con alcuni dei suoi schiavi, liberti e contadini. Lo avevano preceduto dei giovani marsigliesi di nobile famiglia, mandati in patria come ambasciatori, esortati da Pompeo, poco prima di partire da Roma, a non dimenticare i vecchi benefici che aveva concesso loro.
Fu così che i Marsigliesi chiusero le porte a Cesare, chiamando in aiuto gli Albici, popolazione barbara che viveva nei vicini monti (a nord-est della città) e che erano da lunghissimo tempo sotto la loro protezione. Decisero quindi di trasportare in città più frumento possibile dalle regioni vicine, organizzando anche le fabbriche d'armi in città e riparando le antiche mura, le porte e la flotta. Si poteva dire che fossero pronti ad essere assediati. Cesare però preferì tentare di convincerli del contrario, chiamando a sé i quindici primati della città, affinché essi non gli dichiarino guerra. Ricorda loro di seguire l'autorevole esempio di tutta l'Italia piuttosto che obbedire alla volontà del solo Pompeo. La risposta che fu data a Cesare fu la seguente:
(Cesare, De bello civili, I, 35.)

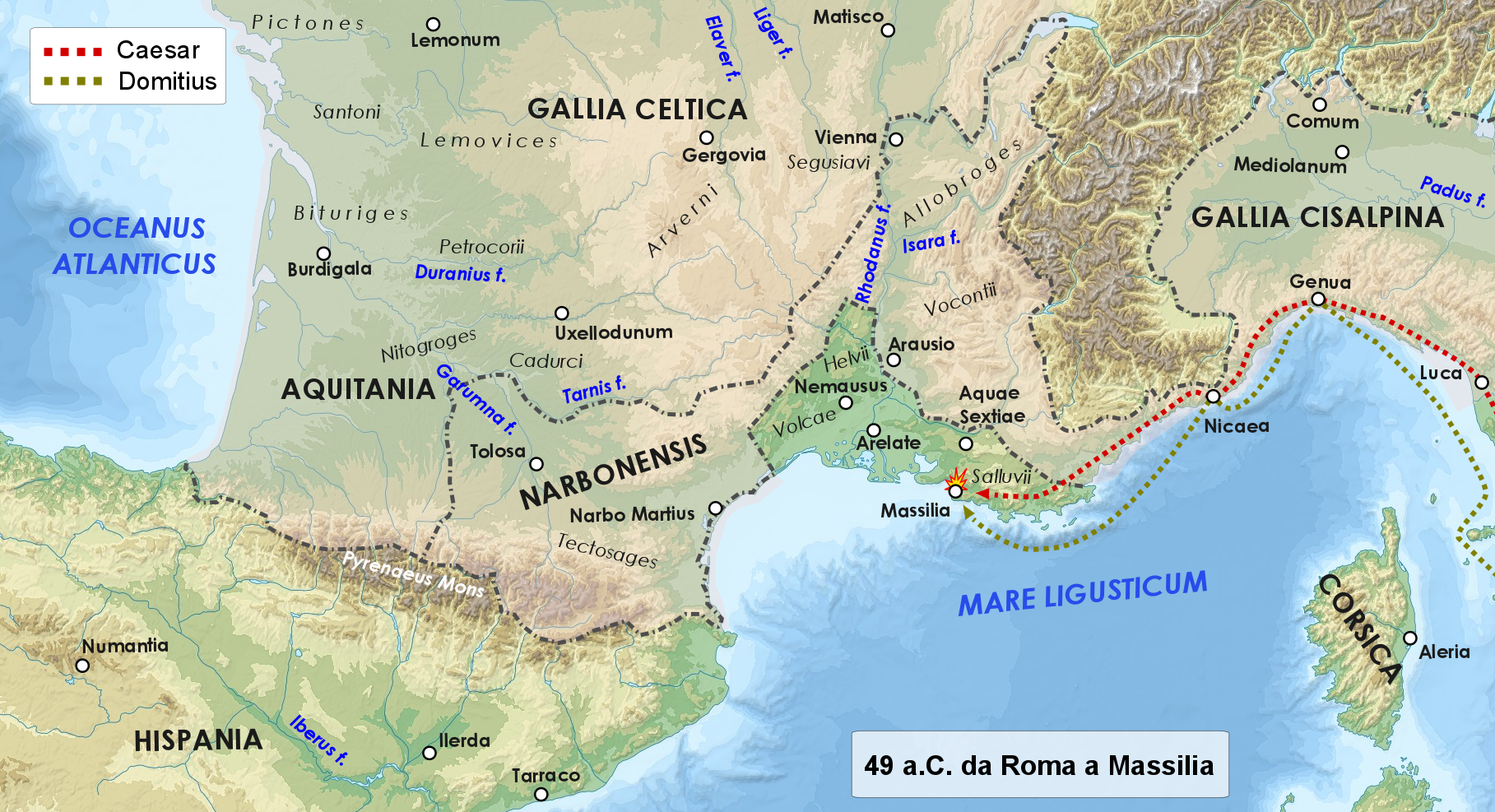
49 a.C. Cesare una volta partito da Roma, raggiunse prima Massalia (che poco dopo assediò, lasciandone la direzione a Gaio Trebonio) e poi proseguì per la Spagna

E mentre avvenivano queste discussioni, Gneo Domizio Enobarbo giunse a Marsiglia con la sua flotta, accolto dagli abitanti e messo a capo del governo della città. Il primo suo ordine fu quello di inviare la flotta in ogni direzione per catturare più navi da carico possibili. Una volte rimorchiate in porto si provvedette a selezionare quelle scarsamente provviste di ferro, di legname e di attrezzi per armare e riparare le altre. Contemporaneamente venne raccolto in un granaio pubblico tutto il frumento disponibile, oltre a quelle merci e vettovaglie utili per resistere ad un eventuale assedio della città.

## L'assedio

### Allestimento di una nuova flotta massiliota
Cesare, «sdegnato da questo comportamento oltraggioso», fece condurre tre legioni nei pressi della città ed iniziò a costruire torri e vinee pronto a cingere d'assedio la città. Contemporaneamente fece allestire in Arles (Arelate) 12 navi da guerra. Una volta che queste ultime furono portate a termine ed armate in trenta giorni, furono condotte nei pressi di Marsiglia e affidate al comando di Decimo Bruto. Le legioni furono invece lasciate al suo legatus Gaio Trebonio, pronte ad assediare la città da terra. Fatto ciò Cesare partì per la Spagna (5 giugno).
E mentre Cesare si recava in Spagna, i Massilioti, seguendo il consiglio di Lucio Domizio, armarono 17 navi da guerra, di cui 11 coperte. A queste furono poi aggiunti molti navigli di minor dimensioni. Su questa nuova flotta appena allestita vennero, quindi, imbarcati una grande quantità di arcieri e di Albici, incoraggiando questi ultimi con ricchi premi. Intanto Domizio si riservava un certo numero di navi, che furono equipaggiate con i contadini ed i pastori della zona. A questo punto la nuova flotta così costituita venne inviata contro quella dei cesariani, il cui comandante era Decimo Bruto e che si trovava nei pressi dell'isola di fronte a Massilia.

### Scontro navale al largo della città
Due volte i massilioti tentarono di forzare l'assedio navale e, nonostante la loro superiorità tecnica e numerica, per due volte i loro tentativi fallirono. Il primo tentativo, il 27 giugno, diede origine ad una battaglia navale poco al largo di Marsiglia, mentre il secondo, il 31 luglio, diede origine alla battaglia di Tauroento, dove i massilioti furono affiancati dalle navi pompeiane, lì condotte da Lucio Nasidio. L'assedio dei cesariani dunque teneva.
Il primo scontro in mare si risolse, infatti, con la vittoria dei cesariani, che mantennero così il blocco navale della città. Dopo aver infatti ucciso un gran numero di Albici e di pastori, mandarono a picco alcune navi massiliote, altre furono invece catturate ed altre ancora si rifugiarono nel porto di Massalia. In quella giornata delle 17 navi massiliote, 9 furono messe fuori combattimento: 3 erano state affondate ed 6 catturate dai cesariani.

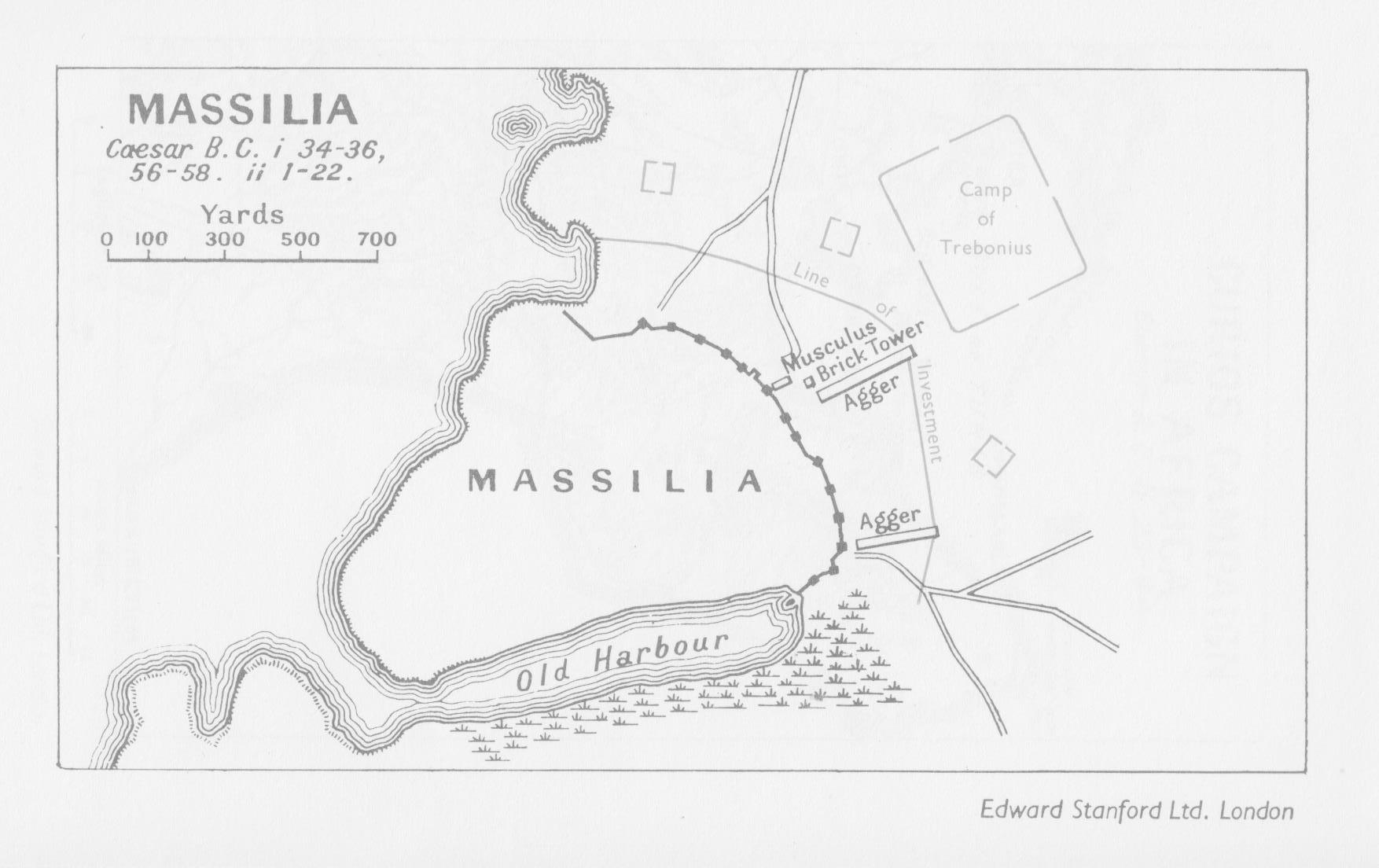
Mappa che rappresenta l'assedio di Massilia

Fuggito Lucio Domizio e con esso la speranza di rinforzi dai pompeiani, giunta ormai al limite della propria resistenza, dopo quasi 6 mesi di assedio, la città si arrese ai soldati di Cesare.

## Conseguenze
Cesare fu clemente con i nemici vinti; Marsiglia mantenne la sua indipendenza, ma perse grande parte dei suoi possedimenti nell'entroterra che furono inglobati nella provincia romana della Gallia Narbonense.